# Halle Berry
Pour les articles homonymes, voir Berry (homonymie).
Halle Berry (/ˈhæli ˈbɛɹi/,,), née le 14 août 1966 à Cleveland (Ohio), est une actrice, productrice et mannequin américaine.
Après avoir débuté dans le mannequinat, elle enchaîne les seconds rôles au cinéma durant les années 1990 et 2000 : Boomerang (1992), La Famille Pierrafeu (1994), Ultime Décision (1996), X-Men (2000), Opération Espadon (2001).
Elle accède à la reconnaissance critique avec deux prestations : tout d'abord le téléfilm Dorothy Dandridge, le destin d'une diva (1999), qui lui vaut le Emmy Award et le Golden Globe de la meilleure actrice ; puis le drame À l'ombre de la haine (2002), pour lequel elle décroche l'Oscar de la meilleure actrice. Elle est la première (et la seule) Afro-Américaine à avoir reçu ce prix.
Elle tente donc de s'imposer comme tête d'affiche de super-productions : mais celles-ci sont des échecs critiques, - Meurs un autre jour (2002), Gothika (2003), Catwoman (2004), X-Men : L'Affrontement final (2006) Dangereuse Séduction (2007) et Dark Tide (2012).
Cependant, elle a été l'une des actrices les mieux payées à Hollywood au cours des années 2000 et a pris des parts dans la production de nombreux films dans lesquels elle a joué. Elle est aussi la porte-parole de Revlon.
Dans les années 2010, elle alterne premiers rôles dans des films indépendants : Frankie et Alice (2011), The Call (2013), Kidnap (2017), Kings (2018) et seconds rôles dans des grosses productions : Happy New Year (2011), Cloud Atlas (2012), X-Men: Days of Future Past (2014), Kingsman : Le Cercle d'or (2017) et John Wick Parabellum (2019).

## Biographie

### Jeunesse et formation
Maria Halle Berry naît le 14 août 1966 à Cleveland, dans l'Ohio. Le prénom Halle est choisi par ses parents en référence au Halle Building (en) qui se situait à Cleveland. Lorsqu'elle a cinq ans, sa mère fait modifier son état civil en inversant l'ordre de ses deux prénoms.
Son père, Jerome Jesse Berry, est un Afro-Américain, travaillant comme gardien du service psychiatrique d'un hôpital, avant de devenir, plus tard, chauffeur d'autobus. Sa mère, Judith Ann Hawkins, est une infirmière blanche d'origine anglaise et allemande opérant dans le service où son père travaille,.
La grand-mère maternelle de Halle Berry, Nellie Dicken, est née à Sawley dans le Derbyshire au Royaume-Uni, tandis que son grand-père maternel, Earl Ellsworth Hawkins, est né en Ohio.
Alors qu'elle n'est âgée que de 4 ans, Halle et sa sœur aînée, Heidi Berry-Henderson, sont élevées exclusivement par leur mère après la séparation de leurs parents. L'actrice affirme plus tard que sa mère était battue par son père tous les jours, jetée dans les escaliers et frappée à la tête avec une bouteille de vin. Elle précise : « Je n'ai pas entendu parler de lui depuis qu'il a quitté le domicile familial. Peut-être qu'il n'est plus vivant. »
Halle Berry est victime de racisme dans les cours d'école,. Elle est diplômée de la Bedford High School (en) de Cleveland, où elle est à la fois pom-pom girl, étudiante d'honneur, rédactrice en chef du journal de l'école et reine du bal. Ensuite, elle fait ses études universitaires au Cuyahoga Community College (en).
Dans les années 1980, elle participe à plusieurs concours de beauté, remportant Miss Teen All American en 1985 et Miss Ohio USA en 1986. En 1986, elle devient 1re dauphine de Miss USA et 4e dauphine de Miss Monde. Elle ne remporte pas les concours mais elle se démarque par son charisme et son talent d'actrice. Durant ce concours[Lequel ?], elle déclare qu'elle espère devenir animatrice ou avoir quelque chose à voir avec les médias. Cette interview lui permet de décrocher le plus haut score par les juges. Elle est la première Afro-Américaine à participer à Miss Monde en 1986.

### Carrière

#### Débuts et progression

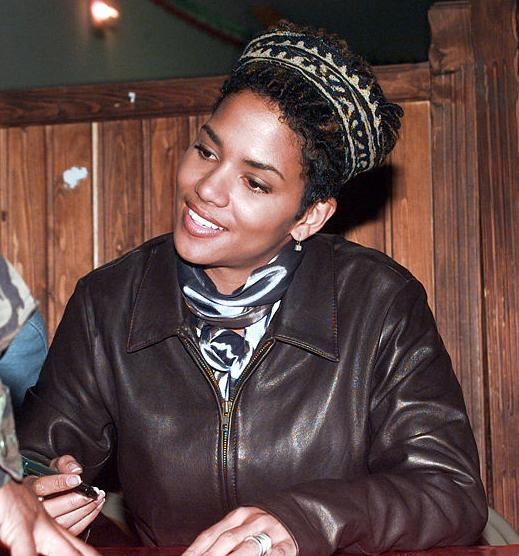
L'actrice en décembre 1996, en Bosnie-Herzégovine.

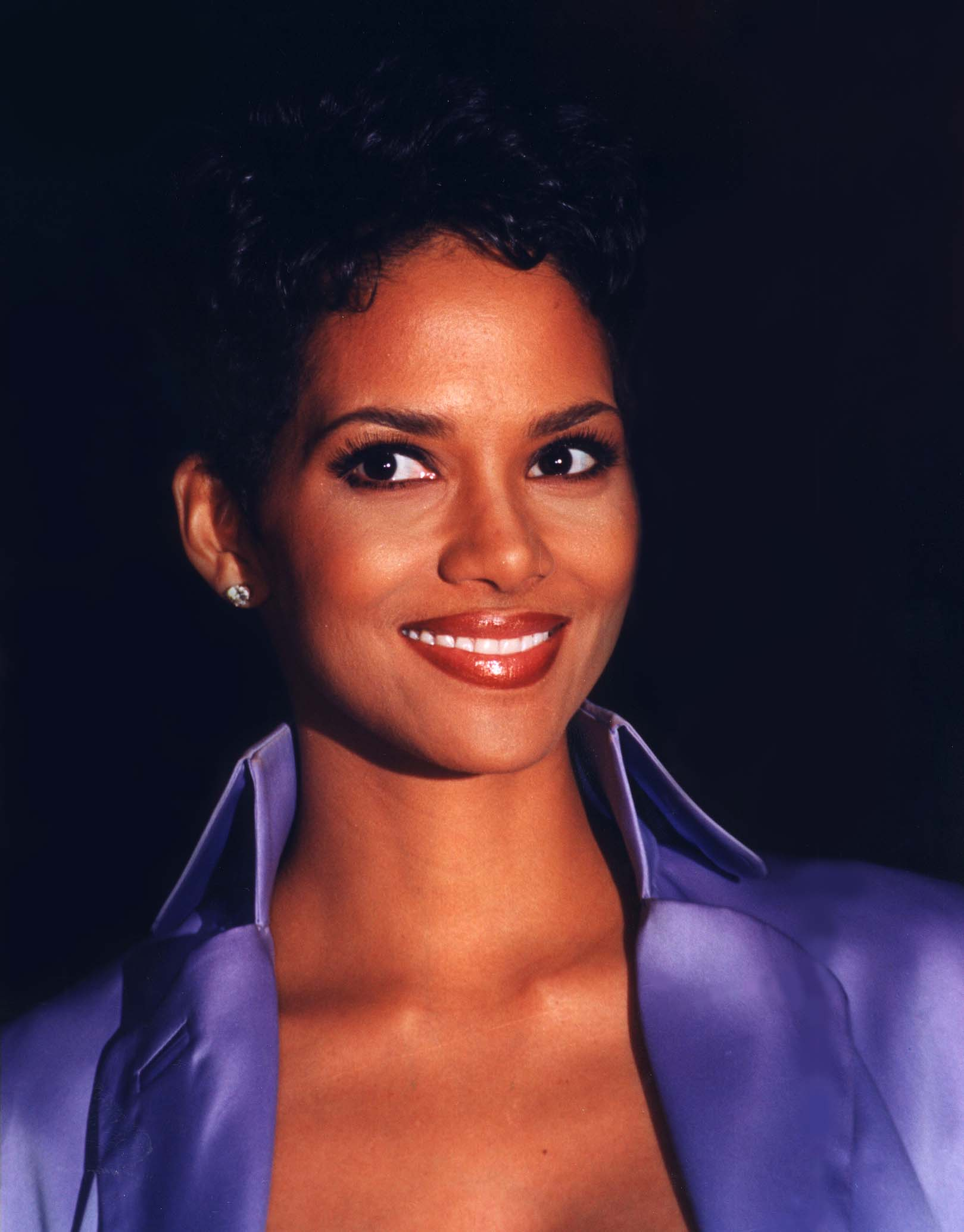
Lors de la cérémonie des Essence Awards 1997.

En 1989, Halle Berry déménage à New York pour réaliser son rêve de devenir actrice. Lors de son premier séjour, elle manque d'argent et doit vivre temporairement dans un refuge pour les sans-abri. Elle confie plus tard avoir traversé une période difficile en tant que personne sans domicile fixe.
Elle entame une brève carrière de mannequin, notamment à Chicago, avant de décrocher le rôle d'Emily Franklin, son premier rôle à la télévision, dans la sitcom Living Dolls en 1989. Au cours du tournage de cette série, elle tombe dans le coma et est diagnostiquée diabétique. Après l'annulation de la série, elle déménage à Los Angeles et enchaîne avec Côte Ouest en 1991.
La même année, Halle Berry fait ses débuts au cinéma aux côtés de Samuel L. Jackson dans Jungle Fever. Spike Lee lui accorde ainsi son premier rôle important, séduit par la persévérance de l'actrice. Elle incarne une prostituée ayant une addiction au crack. En 1992, elle décroche le rôle d'Angela Lewis dans la mémorable comédie romantique Boomerang, portée par Eddie Murphy, qui la met sur le devant de la scène. Forte de cette nouvelle visibilité, elle décroche l’Image Award de la NAACP et le Prix du meilleur espoir féminin du Club des journalistes d'Hollywood dans la mini-série d’Alex Haley Queen. Halle Berry participe également au film familial La famille Pierrafeu en prêtant son apparence à « Sharon Stone », une secrétaire sensuelle qui séduit Fred Pierrafeu.
Ensuite, elle aborde un rôle plus sérieux, en jouant une ancienne toxicomane qui lutte pour la garde de son fils dans Losing Isaiah en 1995, aux côtés de Jessica Lange. Puis elle interprète Sandra Beecher dans Race the Sun en 1996. Ce film inspiré d’une histoire vraie est tourné en Australie. Elle y partage l'affiche avec Kurt Russell, qu'elle retrouve en jouant une hôtesse de l'air dans le film d'action Ultime Décision de Stuart Baird, avec également Steven Seagal. Cela lui permet de décrocher un Blockbuster Award. Grâce à cette exposition médiatique, elle enchaîne les projets à la fin des années 1990 : elle tient le rôle principal du thriller Sombres Soupçons, puis elle enchaîne avec la comédie loufoque B.A.P.S et la comédie dramatique Bulworth aux côtés et sous la direction de Warren Beatty. Halle Berry fait également partie du trio féminin de la comédie dramatique Why Do Fools Fall in Love, aux côtés de Vivica A. Fox.
Par ailleurs, à partir de 1996, elle devient la porte-parole de la marque Revlon pendant sept ans, et son contrat est renouvelé en 2004.

#### Consécration puis tête d'affiche
L'année 2000 marque un tournant, récompensant des choix risqués : une incursion à la télévision est couronnée par un succès critique : elle remporte le Golden Globe de la meilleure actrice dans un téléfilm ou une mini-série pour son incarnation de Dorothy Dandridge dans une biographie (biopic) à prestige diffusé par la chaîne HBO. Puis côté cinéma, elle fait partie de la distribution réunie par Bryan Singer pour sa super-production X-Men, adaptation de la bande dessinée éponyme des éditions Marvel. Elle y prête ses traits à Ororo Monroe alias Tornade, aux côtés de Famke Janssen, James Marsden et Hugh Jackman. Le film connait un succès critique et commercial surprise, et lance les studios sur la production d'adaptations de périodiques de bandes dessinées Bryan Singer explique plus tard avoir été séduit par Halle Berry à la suite de sa prestation dans la biographie consacrée à Dorothy Dandridge.
L'actrice confirme l'année suivante avec deux longs-métrages tout aussi différents. Elle joue d'abord le film d'action et d'angoisse Opération Espadon, de Dominic Sena, où elle incarne les femmes fatales au sein d'une distribution masculine menée par Hugh Jackman et John Travolta. L'actrice y interprète sa première scène seins nus (topless), pour laquelle elle reçoit 500 000 dollars de bonus à un salaire déjà estimé à 2 millions.

Cette interprétation sexy ne fait pas d'ombre à son autre projet de l'année : le drame À l'ombre de la haine, premier projet hollywoodien du réalisateur germano-suisse Marc Forster. Sa prestation de femme mariée à un condamné à mort lui vaut un large plébiscite critique, au point de recevoir en 2002 l'Oscar de la meilleure actrice. Après cette victoire historique, le NAACP fait alors cette déclaration : 

« Félicitations à Halle Berry et Denzel Washington de nous donner espoir et nous rendre fiers. Si cela est un signe que Hollywood est enfin prêt à donner l'opportunité et juger la performance en se fondant sur la compétence et non sur la couleur de la peau. Alors c'est une bonne chose. »

En recevant son prix, Halle Berry prononce un discours d'acceptation honorant les précédentes actrices noires qui n'avaient jamais eu cette reconnaissance : 

« Ce moment me dépasse, ce moment, je le vis pour Dorothy Dandridge, Lena Horne, Diahann Carroll... Ce moment, je le vis pour les femmes qui sont à mes côtés : Jada Pinkett Smith, Angela Bassett, Vivica A. Fox... Et ce moment, je le vis pour toutes les femmes de couleur qui ont désormais une chance. Car ce soir, une porte s'est ouverte. »

 Elle remporte la même année l'Ours d'argent de la meilleure actrice au Festival de Berlin et le Screen Actors Guild Award de la meilleure actrice. Son exposition médiatique culmine cette année-là, lorsqu'elle est choisie pour donner la réplique à Pierce Brosnan dans le 20e James Bond, Meurs un autre jour, mis en scène par le Néo-Zélandais Lee Tamahori. Son personnage de Jinx, conçu comme un alter-ego féminin à l'agent secret britannique, est même envisagé comme l’héroïne d'un film dérivé, finalement annulé. Après qu’elle ait remporté l'Oscar, des scènes sont réécrites pour lui donner plus de temps de passage à l'écran.

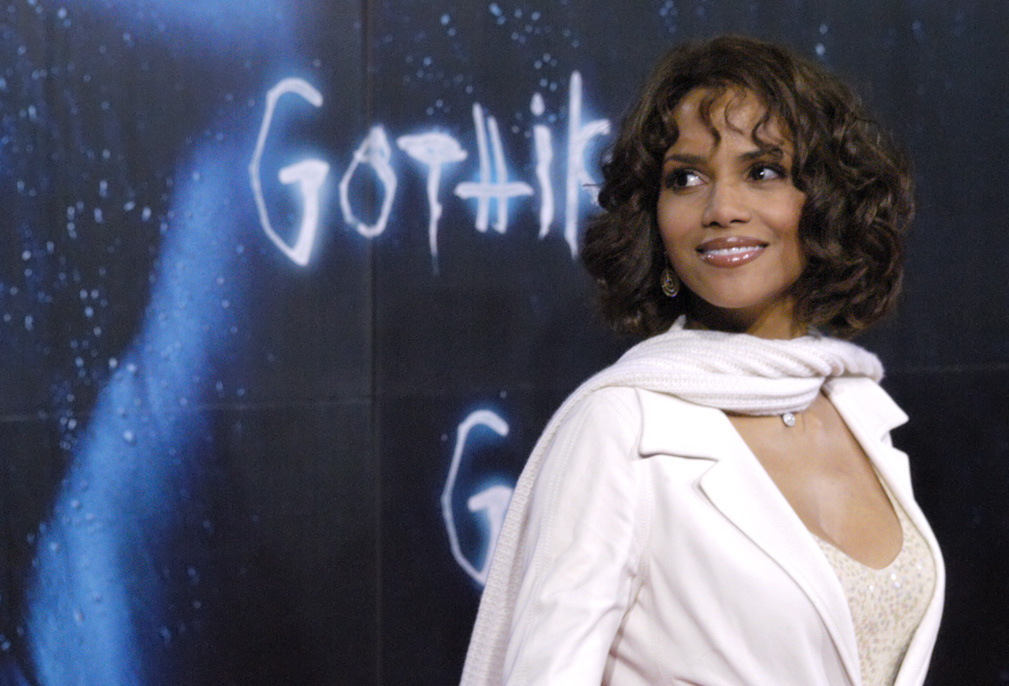
Halle Berry, lors de l'avant première du film Gothika, à Berlin, en 2004.

L'année 2003 la voit revenir dans le rôle de Tornade dans X-Men 2, toujours mis en scène par Bryan Singer, un succès critique qui surpasse son prédécesseur au box-office. En cette même année, elle est élue no 1 des 100 femmes les plus sexy du monde par le magazine FHM. Cependant, un autre film marque le début de certaines embûches. En novembre 2003, elle joue dans le film psychologico-fantastique Gothika aux côtés de Robert Downey Jr., mis en scène par le Français Mathieu Kassovitz. Durant le tournage, elle se casse le bras et la production est arrêtée pendant huit semaines. Le film est toutefois un succès au box-office aux États-Unis, en générant plus de 60 millions de dollars dans le pays, auxquels s'ajoutent plus de 80 millions de dollars à l'étranger. Bien que les critiques soient mitigées, la performance d'Halle est saluée, et elle remporte le Black Reel Award et le Teen Choice Award de la meilleure actrice.

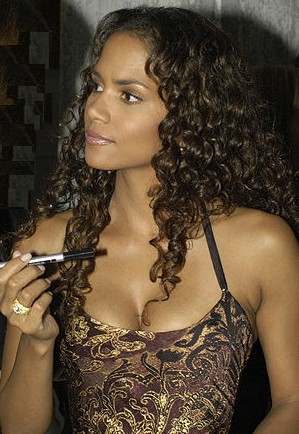
Halle Berry, en 2004, lors de l'avant première de Catwoman, en Allemagne.

Elle tente de revenir aux films de super-héros en 2004, cette fois en unique tête d'affiche, pour Catwoman, une fois encore réalisé par un Français, Pitof. Mais la critique est désastreuse, et le film est cette fois un échec commercial, tuant dans l’œuf les espoirs d'une franchise basée sur le personnage. L'actrice se voit même décerner le Razzie Award de la pire actrice. Elle vient récupérer ce prix et déclare avec humour : 

« Il faut pouvoir rire de soi, accepter de prendre des risques quitte à se ramasser. »

L'année 2005 est seulement marquée par sa participation au doublage du film d'animation Robots de Chris Wedge, puis l'année 2006 lui permet de revenir dans les hauteurs du box-office grâce au dernier volet de la première trilogie X-Men, avec X-Men : L'Affrontement final de Brett Ratner. La superproduction est le volet le moins bien reçu de la franchise, mais il est aussi le plus lucratif. Par ailleurs, elle officie en tant que productrice exécutive du téléfilm dramatique de George C. Wolfe, Lackawanna Blues (en) avec notamment Sharon Epatha Merkerson, Carmen Ejogo et Terrence Howard. Le téléfilm est acclamé par la critique et remporte plusieurs prestigieuses récompenses. Son travail de productrice est salué par une nomination au Primetime Emmy Award du meilleur téléfilm et le métrage est élue meilleur film lors des Black Movie Awards et lors des Christopher Awards (en).

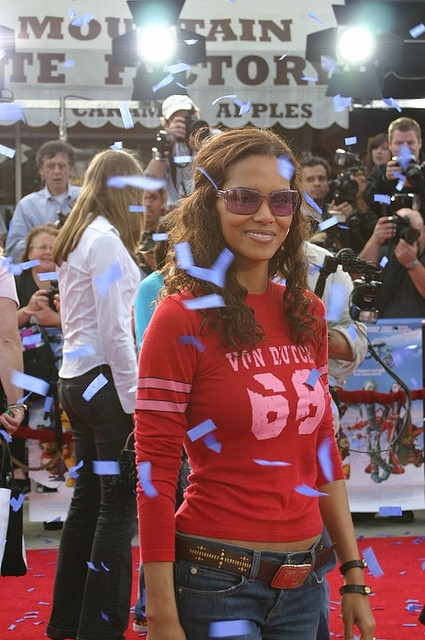
Halle Berry, lors de l'avant-première du film d'animation Robots, en 2005.

En 2007, elle s'éloigne des grosses productions avec deux œuvres tentant de renouer avec le drame réaliste qui lui avait offert ses premiers succès critiques, d'abord avec le thriller Dangereuse Séduction, de James Foley, puis le drame Nos souvenirs brûlés de Susanne Bier. Pour ces deux films, elle partage respectivement l'affiche avec Bruce Willis et Benicio del Toro. Le premier n'enthousiasme pas la critique, et rembourse tout juste son budget, quand le second convainc davantage mais est un échec commercial.
Le 3 avril 2007, elle reçoit une étoile sur le Hollywood Walk of Fame devant le Théâtre Kodak (devenu Théâtre Dolby après la faillite de Kodak en 2012) au 6801 Hollywood Boulevard, pour sa contribution à l'industrie cinématographique.

Elle est élue par Esquire magazine « Sexiest Woman Alive » en octobre 2008. Elle déclare à ce sujet : 

« Je ne sais pas exactement ce que cela signifie, ayant 42 ans et juste après avoir eu un bébé, je pense que je vais me contenter de l'accepter et de vous remercier. »

 La même année, le rappeur Hurricane Chris publie une chanson intitulée Halle Berry (She's Fine) (en), vantant la beauté et le sex-appeal de l’actrice. Toujours en 2008, elle est nommée « Sexiest Black Woman » par d'Access Hollywood TV One Accès. Elle est aussi désignée femme de l'année par le célèbre magazine Elle, et reçoit l'Icon Awards 2008.

#### Cinéma indépendant, seconds rôles et télévision

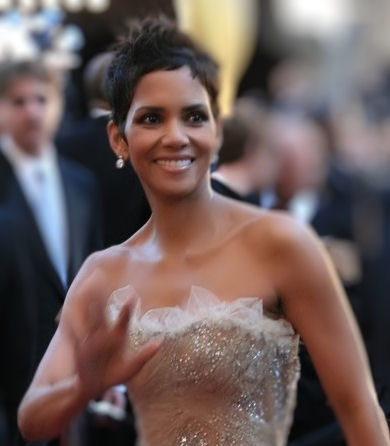
Halle Berry à la 83e cérémonie des Oscars en février 2012, l'année de sortie de Cloud Atlas.

Elle prend ses distances avec le cinéma hollywoodien, avant de revenir en 2011 en tête d'affiche du drame historique canadien Frankie et Alice, de Geoffrey Sax. Pour ce film, Halle Berry reçoit le Prix de la meilleure actrice de l'African-American Film Critics Association et la performance de l'actrice est saluée, et lui valant également une nomination au Golden Globe de la meilleure actrice. C'est d'ailleurs la quatrième fois qu'elle est nommée à cette cérémonie, ce qui fait d'elle la première actrice d’ascendance africaine à être nommée plusieurs fois dans cette catégorie.
Cette même année, elle peut compter sur la nouvelle comédie romantique chorale de Garry Marshall, Happy New Year pour remplir un peu les salles, à défaut de convaincre la critique.
Son année 2012 est marquée par deux productions radicalement différentes : elle partage d'abord l'affiche du thriller d'action Dark Tide, de John Stockwell, avec son époux Olivier Martinez, qui ne reçoit pas une seule critique positive, puis elle participe à l'ambitieuse fresque de science-fiction Cloud Atlas, co-réalisée par Tom Tykwer et Andy et Lana Wachowski. Ce long-métrage ambitieux, co-produit internationalement, lui permet de jouer plusieurs rôles, comme ses collègues Tom Hanks, Hugh Grant ou encore Susan Sarandon. Le film rembourse difficilement son budget mais il reçoit majoritairement des critiques élogieuses, reconnaissant l'effervescence créative de l'œuvre.
En 2013, elle retourne à ses premières amours avec le thriller The Call, de Brad Anderson, doté d'un budget très modeste, le film est un franc succès au box office mondial bien qu'il divise la critique. Elle participe également à l'un des segments de la comédie à sketches, très mal reçue, My Movie Project. Elle est pressentie pour le rôle d'Audrey Hepburn dans un remake du film de 1959 de Fred Zinnemann, Au risque de se perdre, mais l'idée est finalement abandonnée.

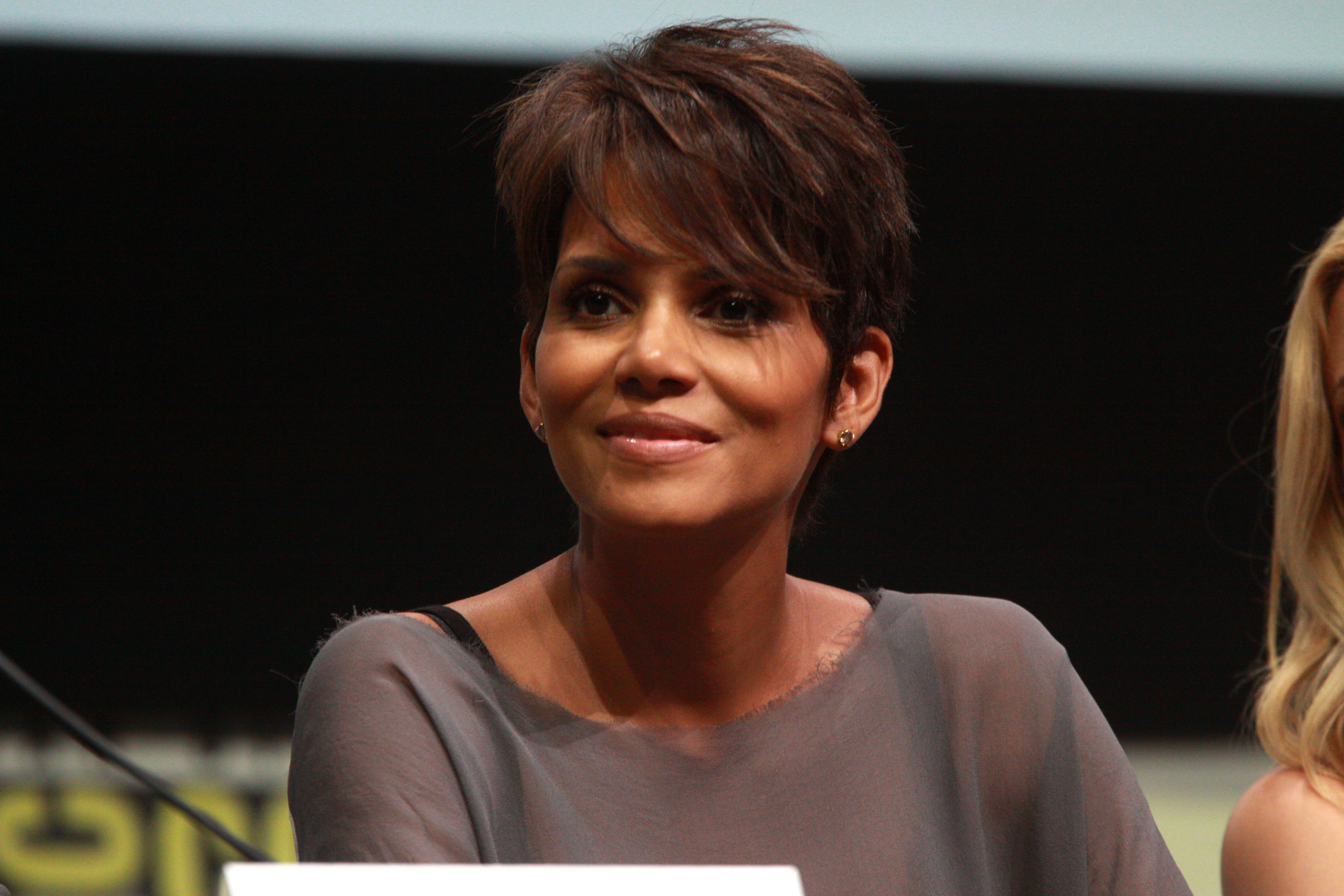
Halle Berry, au Comic-Con de San Diego, en 2013, pour la promotion dX-Men: Days of Future Past.

L'année 2014 lui permet enfin de revenir dans des productions de premier plan. Elle retrouve son rôle de Tornade dans le blockbuster X-Men: Days of Future Past, pour lequel le réalisateur Bryan Singer convoque l'ensemble de la distribution originale de la franchise. Le film est le plus gros succès critique de la franchise à ce jour, et rapporte 748 millions de dollars pour un budget de 200 millions. Elle table sur ce succès en étant l’héroïne de sa propre série télévisée, le drame de science-fiction Extant, sur la chaîne CBS. La série, produite par Steven Spielberg, est bien accueillie par la critique et le public, mais les audiences faiblissent de façon constante. Elle est arrêtée en octobre.
En 2016, elle joue un petit rôle dans le film de stand up Kevin Hart: What Now?, qui suit le one man show de ami Kevin Hart, présenté à un public de 50 000 personnes et commercialisé en 2017.

#### Diversification

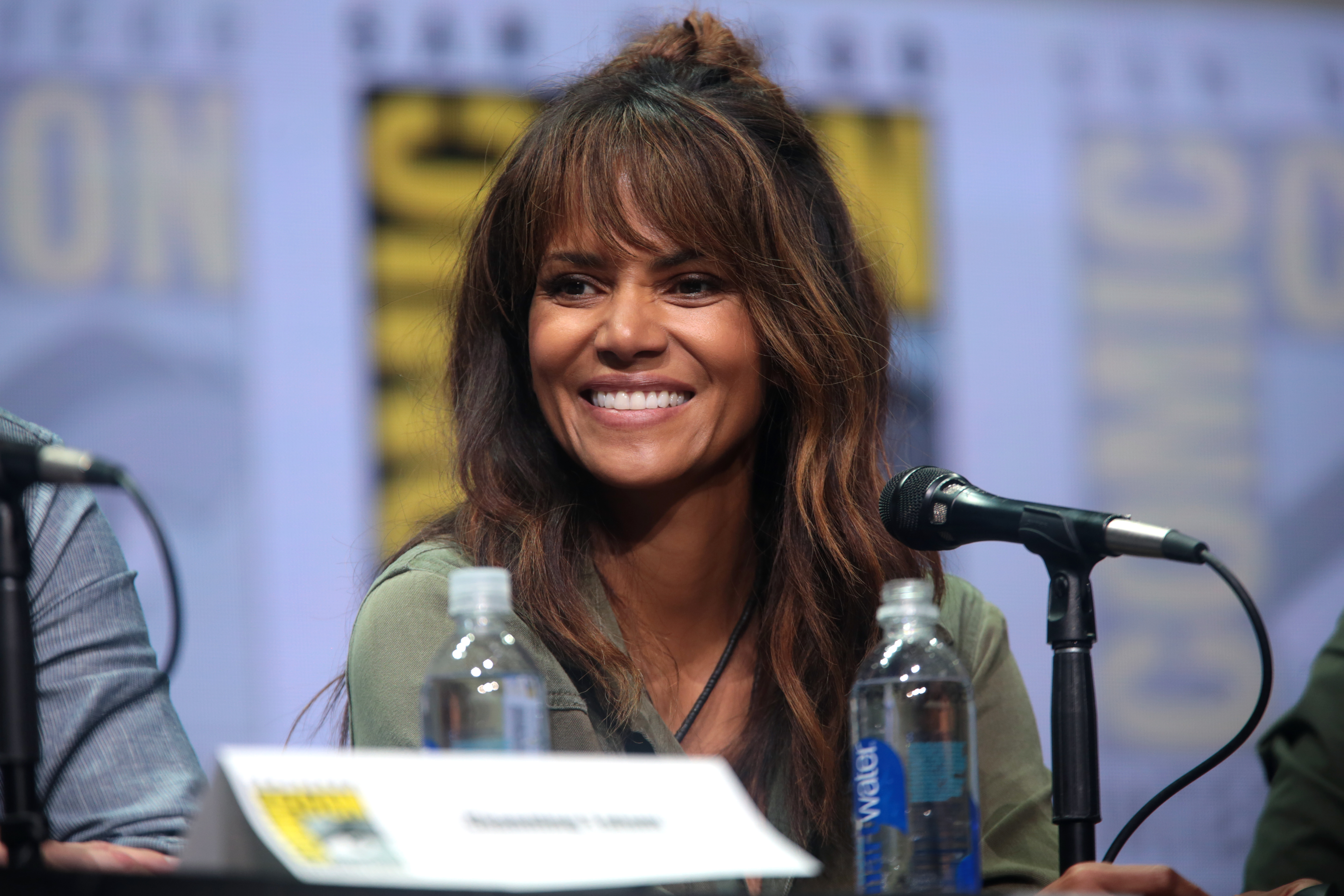
Puis à l'édition 2017 du San Diego Comic-Con, cette fois pour la promotion de Kingsman : Le Cercle d'or.

2017 marque l'année de son retour sur le grand écran puisqu'elle multiplie les projets :
Tout d'abord, la sortie du thriller d'action Kidnap, de Luis Prieto (en), dont elle est l’héroïne et la productrice, est reportée cette année-là, à la suite des difficultés financières du distributeur. Le film raconte le périple d'une femme, dont le fils vient d'être enlevé dans un centre commercial, qui se met à la poursuite des ravisseurs afin de le récupérer. Cette production qui signe le retour de l'actrice au premier plan, connaît un beau succès et accumule plus de 25 millions de recettes, au moment de sa présentation au Festival du cinéma américain de Deauville. Ce rôle lui permet de décrocher une citation pour le NAACP Image Awards de la meilleure actrice.
Elle rejoint la distribution du second volet des aventures de Kingsman, intitulée Kingsman : Le Cercle d'or, sous la direction du britannique Matthew Vaughn. Ce blockbuster lui permet d'évoluer aux côtés d'autres Oscarisés (Julianne Moore, Jeff Bridges et Colin Firth). Le film signe aussi les retrouvailles entre l'actrice et la FOX. Son rôle devrait être conservé pour les prochains volets de la franchise. Ce film lui permet de retrouver les hauteurs du box office, il décroche la première place à sa sortie et engrange près de 400 millions de dollars au niveau mondial en fin d'exploitation.
Fort du succès surprise de son premier film Mustang (primé au Festival de Cannes et aux Césars, puis sélectionné aux Golden Globes et Oscars), la réalisatrice franco-turque Deniz Gamze Ergüven engage Halle Berry pour son second long métrage Kings, l'actrice incarne le premier rôle féminin aux côtés de Daniel Craig, le tournage débute fin décembre 2016 et le film raconte la vie d'une famille dans un quartier de Los Angeles, quelques semaines avant les émeutes qui ont embrasé la ville en 1992, à la suite du verdict de l'affaire Rodney King.
En 2018, Halle Berry reçoit un Matrix Awards, à New York, un prix qui récompense l'ensemble de sa carrière, remis par l'association Women in Communication, comme l'ont autrefois reçu Meryl Streep, Ellen DeGeneres ou encore Michelle Pfeiffer. Cette même année, la boite de production Lionsgate engage l’actrice pour jouer un rôle important dans le troisième volet des aventures de John Wick porté par Keanu Reeves. Elle y incarne Sofia, une ancienne connaissance de John Wick auprès de laquelle le héros va se réfugier. Sorti en 2019, ce film pour lequel l'actrice a dû suivre l'entraînement le plus intensif de sa carrière ainsi que l'apprentissage du maniement des armes à feu (se cassant même trois côtes pendant le tournage,), devient en seulement 10 jours, le plus gros succès de la série de films John Wick,,, en plus d'une réception critique positive. Pour son rôle, elle décroche une nomination au prix de la meilleure actrice dans un film d'action lors de la cérémonie populaire des People's Choice Awards.
Enfin, elle fait ses débuts comme réalisatrice pour le long métrage Meurtrie (Bruised), dans lequel elle occupe le rôle titre mais aussi le rôle de productrice. Ce drame d’arts martiaux raconte le retour d’une vedette en disgrâce sur le ring qui doit, dans le même temps, conjuguer avec les retrouvailles de son fils. Pour ce projet, elle est assistée des équipes de production et de chorégraphies de John Wick Parabellum.
En parallèle, elle poursuit son travail derrière la caméra en rejoignant la production de la suite télévisée de la comédie Boomerang, dans laquelle elle tenait la vedette aux côtés d’Eddie Murphy, en 1992. Pour cette adaptation télévisuelle, elle travaille avec la première afro-américaine à recevoir l’Emmy Awards du meilleur scénario pour une série télévisée comique, Lena Waithe. Halle Berry était initialement contre ce projet, d'abord présenté comme un remake, avant d'être convaincue par Lena Waithe en personne lorsqu'il fut finalement décidé d'en faire un spin-off du film. L'actrice a alors changé d'avis et a rejoint la production avec la possibilité de voir son personnage, Angela Lewis, faire quelques apparitions dans cette fiction romantique diffusée par le réseau BET.
En 2020, elle rejoint le casting de Moonfall de Roland Emmerich aux côtés de Josh Gad, une épopée de science-fiction produite par Lionsgate, dans laquelle elle incarne une astronaute de la NASA,. La même année, elle présente, après deux ans de travail, Meurtrie (Bruised), son premier long métrage en tant que réalisatrice lors du Festival international du film de Toronto 2020. Elle se lance dans la production et affirme ''le fait d'avoir ma société de production a fait bouger les choses parce que je peux maintenant décider des projets que je fais.''

## Vie privée

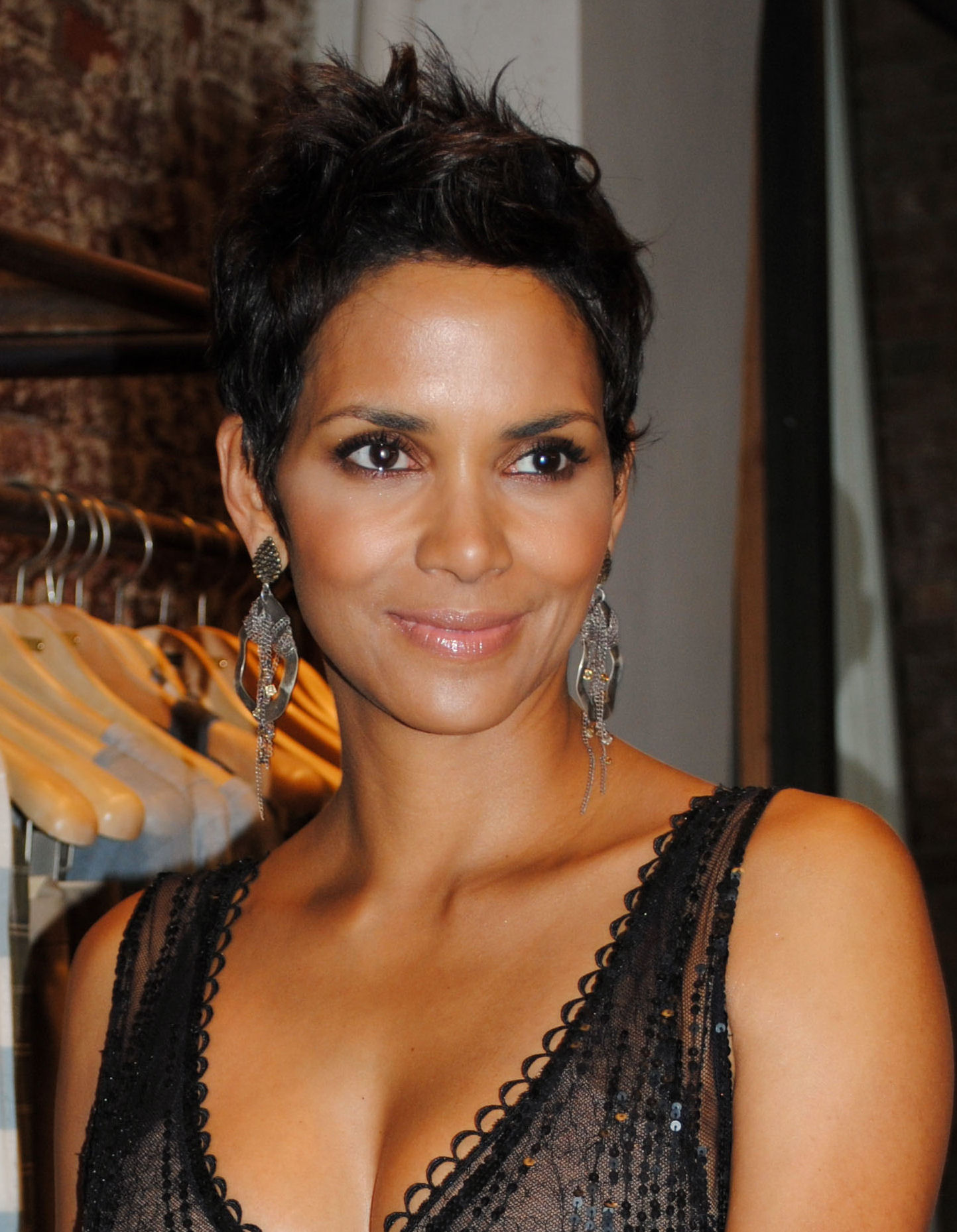
L'actrice lors de l'édition 2010 de la New York Fashion Week.

Née d'un père afro-américain et d'une mère blanche, Halle Berry métis, déclare que son passé bi-ethnique était « douloureux et confus » quand elle était jeune. Elle prend la décision dès le début de s'identifier comme une femme noire parce qu'elle sait que ce sera la manière dont elle sera perçue par les gens.
Halle Berry a quasiment perdu l'usage de l'oreille droite à la suite des violences répétées qu'elle a subies au début des années 1990 (souvent attribuées à Wesley Snipes qu'elle fréquentait alors).
Elle se marie à David Justice, un joueur de baseball. Â la suite de leur séparation en février 1996, Halle Berry déclare publiquement qu'elle était si déprimée qu'elle a envisagé de se suicider. Halle Berry et David Justice divorcent officiellement le 24 juin 1997.
De 2001 à 2005, Berry est mariée au chanteur-compositeur et interprète Eric Benét, qui suit un traitement pour dépendance au sexe en 2002. De 2005 à 2010, l'actrice fréquente le mannequin montréalais Gabriel Aubry dont elle a une fille prénommée Nahla, née le 16 mars 2008.
En 2012, elle fréquente l'acteur français Olivier Martinez qu'elle épouse le 13 juillet 2013 et avec qui elle a un fils prénommé Maceo, né le 5 octobre 2013. Halle Berry et Olivier Martinez annoncent leur divorce en octobre 2015. Un an plus tard, la procédure est suspendue. En effet, le couple tente une réconciliation mais le divorce devient officiel fin décembre 2016.

Concernant l'exposition médiatique, réputée pour être l'une des stars les plus discrètes à Hollywood, Halle Berry s'est exprimée sur son compte Instagram pour répondre à un internaute qui lui demandait pourquoi elle cachait le visage de ses enfants sur les réseaux sociaux : 

« Laissez-moi être claire : je n'ai pas du tout honte de mes enfants. J'essaie de trouver des moyens créatifs de les intégrer sur ma page car ils constituent la plus grande partie de ma vie, mais je travaille aussi très dur pour que leur identité reste la plus privée possible car ce ne sont que des enfants. J'ai la conviction, et je ne critique pas ceux qui ont un avis différent, que c'est mon travail de mère de protéger leur intimité du mieux que je peux. Lorsqu'ils seront grands et qu'ils seront en âge et qu'ils voudront partager leur image sur internet, ce sera à eux de faire ce choix, pas à moi. Vous me comprenez ? Passez une bonne journée. »

Concernant la chirurgie esthétique, Halle évoque la pression que subissent les actrices à Hollywood et n'hésite pas à comparer cela à de la drogue : 

« La pression existe. Quand vous voyez tout le monde en faire autour de vous, il y a des moments où vous pensez : pour rester dans le business, est-ce que je dois faire la même chose? Je ne vais pas vous mentir et vous dire que cela ne m’a jamais traversé l’esprit. Mais vieillir c'est naturel et cela arrive à tout le monde. »

Elle affirme, lors de son interview à Yahoo Beauty, préférer vieillir sans avoir recours à ces pratiques. L’ambassadrice de Revlon qui souhaite « toujours ressembler à ce qu’elle est, même si c’est une version plus âgée » pense que « trop de chirurgie finit par vous changer ».
L'actrice s'est exprimée publiquement, en 2017, concernant le manque de diversité et d’opportunités à Hollywood pour les Afro-Américains. Première actrice de couleur à remporter l'Oscar de la meilleure actrice, devenant un symbole pour la communauté et l'un des plus beaux moments de l'histoire de la cérémonie, elle pensait que sa victoire ouvrirait davantage les portes aux disparités ethniques. Malgré quelques progrès constatés depuis sa victoire, elle regrette la faible représentation à l'écran des minorités.

« Les Noirs, gens de couleur, ont seulement une chance de jouer des rôles en fonction du nombre de films dans lequel on est susceptible de les inclure. Nous avons besoin de scénaristes, de réalisateurs ou de producteurs de couleur et non seulement de stars. Nous devons écrire, commencer à raconter des histoires qui nous incluent. »

En septembre 2017, l'actrice officialise sa relation avec le rappeur et producteur anglais Alexander Grant, un artiste de seize ans son cadet, principalement connu sous le nom de scène d'Alex da Kid. Début décembre, l’actrice prend finalement la décision de mettre un terme à cette relation.
Depuis août 2020, Halle Berry s'affiche en couple avec le chanteur Van Hunt.

### Philanthropie

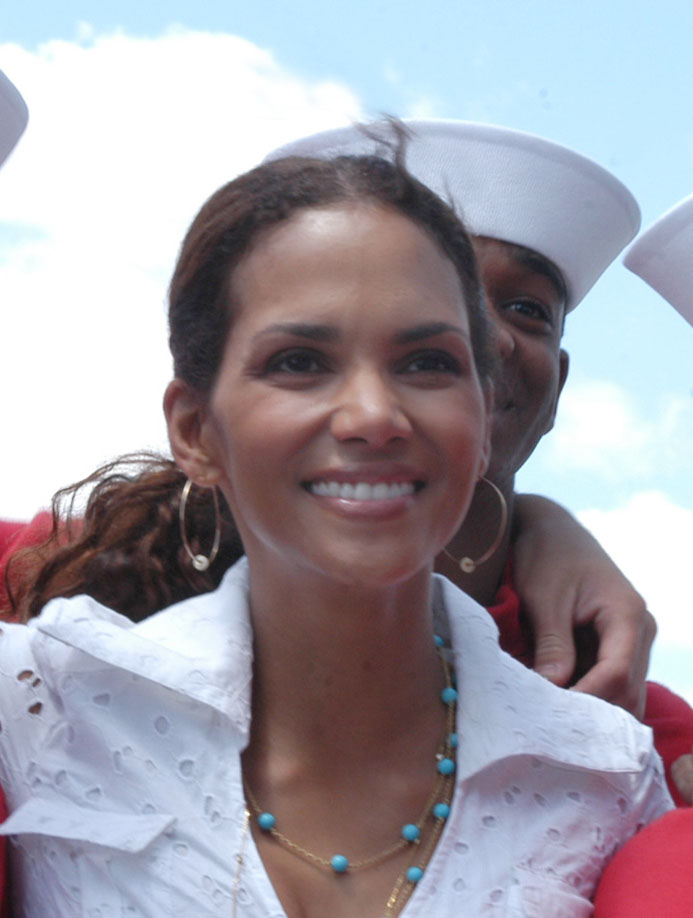
Halle Berry, en 2006, à bord du navire de guerre pour une rencontre avec les officiers, les marines et les matelots.

Halle Berry n’est pas novice en matière de philanthropie. L'actrice soutient de nombreuses causes : depuis plus de 15 ans, elle est ambassadrice du Jenesse Center, une association de lutte contre les violences domestiques, basée à Los Angeles (cet engagement étant en partie dû aux violences que subissait sa mère). L'actrice a renouvelé son engagement aux côtés du créateur Michael Kors et du programme alimentaire mondial de lutte contre la famine dans le monde (PAM), en participant à de nombreuses campagnes publicitaires, en accompagnant l'association sur le terrain, pour visiter des écoles, des fermes.
En 2009, elle reçoit de l'organisation Love Our Children USA le prix « Mothers Who Make a Difference » (« Les mères qui font la différence ») et est nommée porte-parole de la Fondation des enfants atteints de diabète.
Halle Berry est aussi porte-parole de la firme pharmaceutique Novo Disk qui fabrique des produits pour diabétiques, et participe régulièrement à des conférences pour sensibiliser le public à cette maladie.
Elle est également très engagée dans la lutte contre le cancer,. Ambassadrice de la marque de cosmétiques Revlon depuis 1995, elle participe notamment aux marches annuelles des Femmes pour la recherche contre le cancer du sein à Los Angeles.
En août 2013, Berry témoigne aux côtés de Jennifer Garner devant le comité judiciaire de l'assemblée d'État de Californie pour défendre un projet de loi qui protégerait les enfants des célébrités contre le harcèlement des paparazzis. Le projet de loi est adopté en septembre de cette même année.
Pour l'édition 2016 de la campagne destinée à récolter des fonds de la chaîne de magasins Saks Fifth Avenue, Halle Berry devient ambassadrice officielle aux côtés du créateur Christian Louboutin.

## Affaires judiciaires
En mai 2000, Halle Berry a plaidé non coupable à une accusation de fuite des lieux d'un accident de voiture, elle a été condamnée à trois ans de probation, à une amende de 13 500 $ et à 200 heures de travaux d'intérêt général.

## Filmographie

### Actrice

#### Cinéma

##### Années 1990
- 1991 : Jungle Fever de Spike Lee : Vivian
- 1991 : Strictly Business (en) de Kevin Hooks : Natalie
- 1991 : Le Dernier Samaritain (The Last Boy Scout) de Tony Scott : Cory
- 1992 : Boomerang de Reginald Hudlin : Angela
- 1993 : Un père en cavale (Father Hood) de Darrell Roodt : Kathleen Mercer
- 1993 : The Program de David S. Ward : Autumn Haley
- 1994 : La Famille Pierrafeu (The Flintstones) de Brian Levant : Miss Sharon Stone
- 1995 : Losing Isaiah : Les Chemins de l'amour (Losing Isaiah) de Stephen Gyllenhaal : Khaila Richards
- 1996 : Girl 6 de Spike Lee : Elle-même
- 1996 : Ultime Décision (Executive Decision) de Stuart Baird : Jean
- 1996 : Race the Sun de Charles T. Kanganis : Sandra Beecher
- 1996 : Sombres Soupçons (The Rich Man's Wife) de Amy Holden Jones : Josie Potenza
- 1997 : B*A*P*S (en) de Robert Townsend : Nisi
- 1998 : Bulworth de Warren Beatty : Nina
- 1998 : Why Do Fools Fall in Love de Gregory Nava : Zola Taylor
- 1998 : Welcome to Hollywood d'Adam Rifkin et Tony Markes : Elle-même

##### Années 2000
- 2000 : X-Men de Bryan Singer : Ororo Munroe / Tornade
- 2001 : Opération Espadon (Swordfish) de Dominic Sena : Ginger Knowles
- 2001 : À l'ombre de la haine (Monster's Ball) de Marc Forster : Leticia Musgrove
- 2002 : Meurs un autre jour (Die Another Day) de Lee Tamahori : Jinx
- 2003 : X-Men 2 (X2) de Bryan Singer : Ororo Munroe / Tornade
- 2003 : Gothika de Mathieu Kassovitz : Docteur Miranda Grey
- 2004 : Catwoman de Pitof : Catwoman / Patience Philips
- 2005 : Robots de Chris Wedge : Cappy (voix)
- 2006 : X-Men : L'Affrontement final de Brett Ratner  (X: Men: The Last Stand) : Ororo Munroe / Tornade
- 2007 : Dangereuse Séduction (Perfect Stranger) de James Foley : Rowena Price
- 2008 : Nos souvenirs brûlés (Things We Lost in the Fire) de Susanne Bier : Audrey Burke

##### Années 2010
- 2011 : Frankie et Alice (Frankie & Alice) de Geoffrey Sax : Frankie Murdoch/Alice
- 2011 : Happy New Year (New Year's Eve) de Garry Marshall : Infirmière de garde Aimee
- 2012 : Cloud Atlas de Tom Tykwer et Lily et Lana Wachowski : Une Native, Jocasta Ayrs, Luisa Rey, une invitée à la fête, Ovid, Meronym
- 2012 : Dark Tide de John Stockwell : Kate Mathieson
- 2013 : The Call de Brad Anderson : Jordan Turner
- 2013 : My Movie Project (Movie 43) de Elizabeth Banks, Steven Brill, Steve Carr, Rusty Cundieff, James Duffy, Griffin Dunne, Peter Farrelly, Patrik Forsberg, James Gunn, Bob Odenkirk, Brett Ratner, Jonathan van Tulleken : Emily
- 2014 : X-Men: Days of Future Past de Bryan Singer : Ororo Munroe / Tornade
- 2017 : Kidnap de Luis Prieto (en) : Karla McCoy
- 2017 : Kevin Hart: What Now? (en) de Leslie Small et Tim Story : Elle-même
- 2017 : Kingsman : Le Cercle d'or (Kingsman: The Golden Circle) de Matthew Vaughn : Ginger Ale
- 2017 : Kings de Deniz Gamze Ergüven : Millie
- 2019 : John Wick Parabellum (John Wick: Chapter 3 – Parabellum) de Chad Stahelski : Sofia al-Azwar

##### Années 2020
- 2020 : Meurtrie (Bruised) d'elle-même : Jackie Justice
- 2021 : Moonfall de Roland Emmerich : Jocinda « Jo » Fowler
- 2024 : The Union de Julian Farino : Roxanne Hall
- 2024 : Mother Land (Never Let Go) d'Alexandre Aja : la mère
- 2025 : Crime 101 de Bart Layton

#### Télévision

##### Séries télévisées
- 1989 : Living Dolls' (une sitcom dérivée de Madame est servie) : Emily Franklin (rôle principal - 12 épisodes)
- 1991 : Amen : Claire (saison 5, épisode 10)
- 1991 : Campus Show : Jaclyn (saison 4, épisode 15)
- 1991 : They Came from Outer Space (en) : Rene (saison 1, épisode 16)
- 1991 : Côte Ouest : Debbie Porter (rôle récurrent - 6 épisodes)
- 1993 : Queen (en) : Queen (mini-série, rôle principal - 3 épisodes)
- 1998 : Frasier : Betsy (saison 5, épisode 15)
- 2011 : Les Simpson : elle-même (saison 22, épisode 14, voix)
- 2014-2015 : Extant : Molly Woods (rôle principal - 26 épisodes)

##### Téléfilms
- 1995 : Solomon & Sheba (en) de Robert Milton Young : Nikhaule / Queen Sheba
- 1998 : The Wedding (en) de Charles Burnett : Shelby Coles
- 1999 : Dorothy Dandridge, le destin d'une diva (Introducing Dorothy Dandridge) de Martha Coolidge : Dorothy Dandridge
- 2005 : Their Eyes Were Watching God (en) de Darnell Martin : Janie Starks

### Productrice
- 1999 : Dorothy Dandridge, le destin d'une diva (Introducing Dorothy Dandridge) de Martha Coolidge (téléfilm)
- 2005 : Lackawanna Blues (en) de George C. Wolfe (téléfilm)
- 2011 : Frankie et Alice de Geoffrey Sax
- 2014-2015 : Extant (co productrice des 13 épisodes de la saison 1 et productrice exécutive des 13 épisodes de la saison 2)
- 2017 : Kidnap de Luis Prieto (en)
- 2019 : Boomerang (série télévisée, 10 épisodes)
- 2020 : Meurtrie (Bruised) d'elle-même
- 2024 : Never Let Go d'Alexandre Aja

### Réalisatrice
- 2020 : Meurtrie (Bruised)

## Distinctions

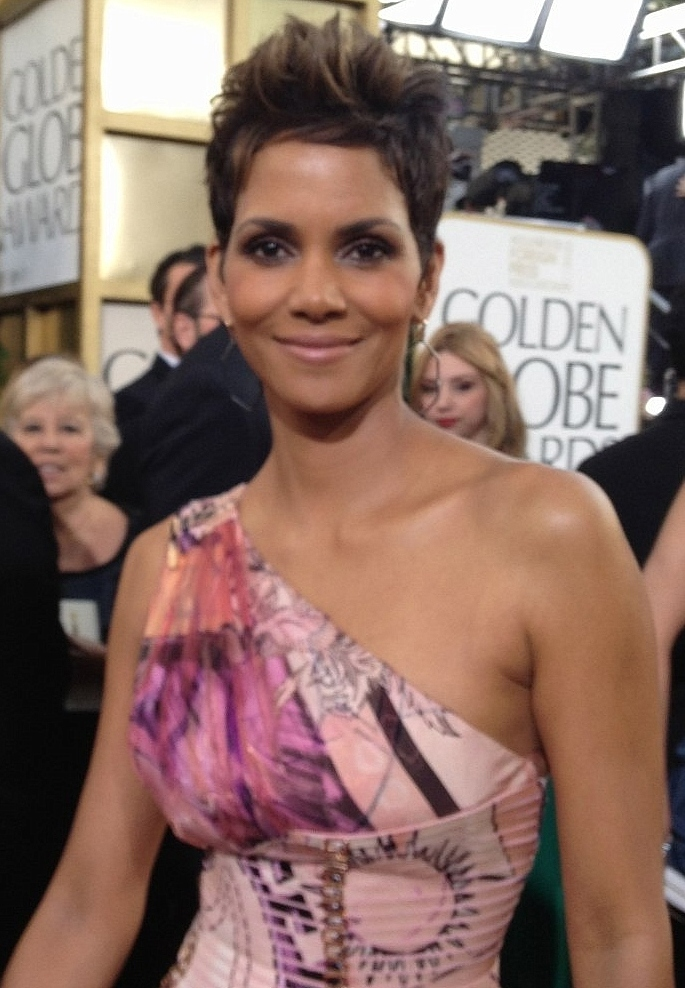
Halle Berry à la 70e cérémonie des Golden Globes en janvier 2013.

Note : Cette section récapitule les principales récompenses et nominations obtenues par Halle Berry. Pour une liste plus complète, se référer au site IMDb.

### Récompenses
- NAACP Image Awards 1995 : meilleure actrice dans une mini-série où un téléfilm pour Queen (en)
- Blockbuster Entertainment Awards 1997 : actrice préférée pour Ultime Décision
- Black Reel Awards 2000 : meilleure actrice dans une mini-série ou un téléfilm pour Dorothy Dandridge, le Destin d'une Diva
- Golden Globes 2000 : Meilleure actrice dans une mini-série ou un téléfilm pour Dorothy Dandridge, le Destin d'une Diva
- NAACP Image Awards 2000 : Meilleure artiste de l'année dans une mini-série où un téléfilm et Meilleure actrice dans une mini-série ou un téléfilm pour Dorothy Dandridge, le Destin d'une Diva
- Online Film & Television Association Awards 2000 : meilleure actrice dans une mini-série ou un téléfilm pour Dorothy Dandridge, le Destin d'une Diva
- Primetime Emmy Awards 2000 : Meilleure actrice dans une mini-série ou un téléfilm pour Dorothy Dandridge, le Destin d'une Diva
- Screen Actors Guild Awards 2000 : Meilleure actrice dans un téléfilm ou dans une minisérie pour Dorothy Dandridge, le Destin d'une Diva
- Golden Schmoes Awards 2001 : meilleur T&A de l’année pour Opération Espadon
- National Board of Review Awards 2001 : Meilleure actrice pour À l'ombre de la haine
- Bambi Award 2002 : meilleure actrice pour À l'ombre de la haine
- Berlinale 2002 : Meilleure actrice pour À l'ombre de la haine
- BET Awards 2002 : meilleure actrice pour Opération Espadon et pour À l'ombre de la haine
- Black Reel Awards 2002 : meilleure actrice pour À l'ombre de la haine
- NAACP Image Awards 2002 : meilleure actrice pour Opération Espadon
- Jupiter Awards 2002 : meilleure actrice internationale pour À l'ombre de la haine
- Oscars 2002 : Meilleure actrice pour À l'ombre de la haine
- Phoenix Film Critics Society Awards 2002 : meilleure actrice pour À l'ombre de la haine
- Screen Actors Guild Awards 2002 : Meilleure actrice dans un premier rôle pour À l'ombre de la haine
- Women in Film Crystal Awards 2002 : Lauréate du Prix Crystal.
- NAACP Image Awards 2003 : meilleure actrice dans un second rôle pour Meurs un autre jour
- BET Awards 2004 : meilleure actrice pour Gothika et pour X-Men 2
- ShoWest Convention 2004 : Lauréate du Prix de la star féminine de l'année
- Teen Choice Awards 2004 meilleure actrice pour Gothika
- Stinkers Bad Movie Awards 2004 pire actrice pour Catwoman
- Women Film Critics Circle Awards 2004 meilleure actrice comique pour Catwoman
- Black Movie Awards 2005 : meilleur téléfilm pour Lackawanna Blues (en) partagé avec Vince Cirrincione, Ruben Santiago-Hudson, Shelby Stone et Nellie Nugiel.
- Christopher Award (en) 2006 : meilleur téléfilm pour Lackawanna Blues (en)
- Hasty Pudding Theatricals 2006 : Lauréate du Prix de la femme de l'année
- People's Choice Awards 2007 : star féminine d’action préférée pour X-Men : L'Affrontement final
- BET Awards 2008 : meilleure actrice pour Dangereuse Séduction et pour Nos souvenirs brûlés
- Elle Women in Hollywood Awards 2008 : Lauréate du prix Icon de la femme de l'année
- Festival international du film de Palm Springs 2008 : Lauréate du Prix Desert Palm de la meilleure actrice pour Nos souvenirs brûlés
- Festival international du film de Shanghai 2009 : Lauréate du Prix pour sa contribution exceptionnelle au monde du cinéma
- African-American Film Critics Association Awards 2010 : meilleure actrice pour Frankie et Alice
- Costume Designers Guild Awards 2011 : Lauréate du prix Spotlight
- NAACP Image Awards 2011 : meilleure actrice pour Frankie et Alice
- Prism Awards 2011 : meilleure performance féminine pour Frankie et Alice
- Huading Award 2014 : meilleure actrice pour X-Men: Days of Future Past
- Matrix Awards 2018 : Lauréate du Prix pour l'ensemble de sa carrière
- Black Movie Awards 2021 : Lauréate du Prix Courage in Acting pour Meurtrie
- Black Movie Awards 2022 : meilleure performance pour une actrice dans un rôle principal pour Meurtrie
- Black Reel Awards 2022 : Lauréate du Prix Vanguard
- Critics Choice Awards 2022 : Lauréate du Prix SeeHer
- Satellite Awards 2022 : Meilleur premier film pour Meurtrie

### Nominations
- Chicago Film Critics Association Awards 1992 : Meilleure actrice dans un second rôle, Actrice la plus prometteuse pour Jungle Fever
- American Television Awards 1993 : meilleure actrice dans une mini-série où un téléfilm pour Queen (en)
- MTV Movie & TV Awards 1993 : Actrice la plus désirable, Meilleure révélation féminine pour Boomerang
- MTV Movie & TV Awards 1995 : actrice la plus désirable pour La Famille Pierrafeu
- Saturn Awards 1995 : Meilleure actrice dans un second rôle pour La Famille Pierrafeu
- NAACP Image Awards 1996 : meilleure actrice dans une mini-série ou un téléfilm pour Solomon & Sheba (en), meilleure actrice actrice pour Losing Isaiah : Les Chemins de l'amour
- Stinkers Bad Movie Awards 1997 : pire actrice pour BAPS
- Acapulco Black Film Festival 1998 : meilleure actrice dans un second rôle pour BAPS
- NAACP Image Awards 1999 : meilleure actrice pour Bulworth
- NAACP Image Awards 1999 : meilleure actrice dans une mini-série où un téléfilm pour The Wedding (en)
- Primetime Emmy Awards 2000 : Meilleur téléfilm pour Introducing Dorothy Dandridge partagé avec Robert Katz (Producteur exécutif), Joshua D. Maurer (Producteur exécutif), Vince Cirrincione (Producteur exécutif) et Larry Y. Albucher.
- Satellite Awards 2000 : Meilleure actrice dans une mini-série ou un téléfilm pour Introducing Dorothy Dandridge
- Awards Circuit Community Awards 2001 : Meilleure actrice, prix Davis de la meilleure actrice pour À l'ombre de la haine
- Kids' Choice Awards 2001 : star de film préférée pour X-Men
- MTV Movie awards 2001 : meilleure équipe à l'écran pour X-Men partagée avec Hugh Jackman, James Marsden et Anna Paquin
- Southeastern Film Critics Association Awards 2001 : meilleure actrice pour À l'ombre de la haine
- American Film Institute Awards 2002 : Meilleure actrice pour À l'ombre de la haine
- Chicago Film Critics Association Awards 2002 : Meilleure actrice pour À l'ombre de la haine
- Dallas-Fort Worth Film Critics Association Awards 2002 : meilleure actrice pour À l'ombre de la haine
- Golden Globes 2002 : Meilleure actrice pour À l'ombre de la haine
- Golden Schmoes Awards 2002 : meilleure T&A de l’année dans un thriller d’aventure pour Meurs un autre jour
- MTV Movie & TV Awards 2002 : meilleure actrice pour À l'ombre de la haine
- Online Film & Television Association Awards 2002 : meilleure actrice pour À l'ombre de la haine
- Satellite Awards 2002 : Meilleure actrice pour À l'ombre de la haine
- British Academy Film Awards 2003 : Meilleure actrice pour À l'ombre de la haine
- BET Awards 2003 : meilleure actrice dans un second rôle pour Meurs un autre jour
- Black Reel Awards 2003 : meilleure actrice dans un second rôle pour Meurs un autre jour
- Empire Awards 2003 : Meilleure actrice pour Meurs un autre jour
- Kids' Choice Awards 2003 : Actrice de film préférée, Actrice botteuse de derrière préférée pour Meurs un autre jour
- London Critics Circle Film Awards 2003 : actrice de l’année pour À l'ombre de la haine
- MTV Movie Awards 2003 : meilleure actrice dans un second rôle pour Meurs un autre jour
- Saturn Awards 2003 : Meilleure actrice dans un second rôle pour Meurs un autre jour
- Teen Choice Awards 2003 : meilleure actrice pour Meurs un autre jour et pour X-Men 2
- Black Reel Awards 2004 : meilleure actrice pour Gothika
- NAACP Image Awards 2004 : meilleure actrice pour Gothika
- Kids' Choice Awards 2004 : actrice de film préférée pour X-Men 2 et pour Gothika
- MTV Movie Awards 2004 : meilleure performance féminine pour Gothika
- BET Awards 2005 : meilleure actrice pour Catwoman
- Gold Derby Awards 2005 : meilleure actrice principale dans une mini-série où un téléfilm pour Une femme noire (en)
- Kids' Choice Awards 2005 : actrice de film préférée pour Catwoman
- People's Choice Awards 2005 : star féminine de film d’action préférée pour Catwoman
- Primetime Emmy Awards 2005 :
  - Meilleure actrice dans une mini-série ou un téléfilm pour Une femme noire (2005).
  - Meilleur téléfilm pour Lackawanna Blues (en) partagée avec Vincent Cirrincione (Producteur exécutif), Shelby Stone (Producteur exécutif), Ruben Santiago-Hudson (Producteur exécutif) et Nellie Nugiel (Producteur).
- Women's Image Network Awards 2005 : meilleure actrice dans une mini-série où un téléfilm pour Une femme noire
- Razzie Awards 2005 : Pire couple à l’écran pour Catwoman partagé avec Benjamin Bratt et Sharon Stone
- Black Movie Awards 2006 : meilleure actrice pour X-Men : L'Affrontement final
- Black Reel Awards 2006 : meilleure actrice dans une série télévisée dramatique pour Une femme noire
- Golden Globes 2006 : Meilleure actrice dans une mini-série ou un téléfilm pour Une femme noire
- Film Independent Spirit Awards 2006 : meilleur téléfilm pour Lackawanna Blues (en) partagée avec George C. Wolfe (Réalisateur), Vince Cirrincione (Producteur), Ruben Santiago-Hudson (Producteur), Nellie Nugiel (Productrice) et Shelby Stone (Productrice).
- NAACP Image Awards 2006 : meilleure actrice dans une mini-série ou un téléfilm pour Une femme noire
- Producers Guild of America Awards 2006 : meilleure productrice exécutive pour Lackawanna Blues (en) partagée avec George C. Wolfe, Vince Cirrincione, Ruben Santiago-Hudson, Nellie Nugiel et Shelby Stone.
- Teen Choice Awards 2006 : meilleure actrice pour X-Men : L'Affrontement final
- Alliance of Women Film Journalists Awards 2007 : actrice ayant le plus besoin d’un nouvel agent
- Kids' Choice Awards 2007 : star féminine de film préférée pour X-Men : L'Affrontement final
- People's Choice Awards 2007 : star féminine de film préférée pour X-Men : L'Affrontement final
- NAACP Image Awards 2008 : meilleure actrice pour Nos souvenirs brûlés
- People's Choice Awards 2008 : star féminine de film préférée pour Nos souvenirs brûlés
- Alliance of Women Film Journalists Awards 2011 : actrice ayant le plus besoin d’un nouvel agent
- BET Awards 2011 : meilleure actrice pour Frankie et Alice
- Golden Globes 2011 : Meilleure actrice pour Frankie et Alice
- BET Awards 2013 : meilleure actrice pour Cloud Atlas et pour The Call
- Black Reel Awards 2013 : meilleure actrice pour Cloud Atlas
- CinEuphoria Awards 2013 : meilleure actrice dans un second rôle pour Cloud Atlas
- NAACP Image Awards 2013 : Meilleure actrice pour Cloud Atlas
- Teen Choice Awards 2013 : Meilleure actrice pour The Call
- Acapulco Black Film Festival 2014 : meilleure actrice pour The Call
- Black Reel Awards 2014 : meilleure actrice pour The Call
- NAACP Image Awards 2014 : Meilleure actrice pour The Call
- People's Choice Awards 2014 : Actrice préférée pour The Call
- Razzie Awards 2014 : Pire actrice pour The Call et pour My Movie Project
- Saturn Awards 2014 : Meilleure actrice pour The Call
- Teen Choice Awards 2014 : Meilleure actrice pour X-Men: Days of Future Past
- Kids' Choice Awards 2015 : star féminine d’action préférée pour X-Men: Days of Future Past
- NAACP Image Awards 2018 : meilleure actrice pour Kidnap
- People's Choice Awards 2019 : meilleure actrice pour John Wick Parabellum
- AARP Movies for Grownups Awards 2022 : meilleure actrice pour Meurtrie
- Black Reel Awards 2022 : meilleure réalisatrice, meilleure actrice, meilleure réalisatrice émergente pour Meurtrie
- NAACP Image Awards 2022 : meilleure actrice pour Meurtrie

## Voix françaises
En France, Géraldine Asselin est la voix française régulière d'Halle Berry. Annie Milon l'a également doublée à neuf reprises. Auparavant et au début de l'actrice, il y a eu Maïk Darah lors des années 1990 sauf pour Meurs un autre jour (2002).
Au Québec, Isabelle Leyrolles est la voix québécoise régulière de l'actrice.